# Ciocănești, Dâmbovița
Ciocănești là một xã thuộc hạt Dâmbovița, România. Dân số thời điểm năm 2002 là 5419 người.